# District de Jiawang
Le district de Jiawang (贾汪区 ; pinyin : Jiǎwāng Qū; Cổ Uông) est une subdivision administrative de la province du Jiangsu en Chine. Il est placé sous la juridiction de la ville-préfecture de Xuzhou.